# Letovicita
La letovicita és un mineral de la classe dels sulfats. Rep el seu nom de la localitat de Letovice, a Moràvia, República Txeca, on va ser descoberta.

## Característiques
La letovicita és un sulfat de fórmula química (NH₄)₃H(SO₄)₂. Cristal·litza en el sistema triclínic. Els cristalls són en forma de plaques, pseudohexagonals, aplanats en {001}, corroïts o esquelètics, de fins a 0,05 mm; típicament granular. La seva duresa a l'escala de Mohs es troba entre 1 i 2, sent un mineral tou. Aquesta espècie va ser descrita i anomenada a partir de material d'origen antropogènic (a la crema d'una mina de carbó), però des de llavors ha estat identificada en la naturalesa.
Segons la classificació de Nickel-Strunz, la letovicita pertany a «07.AD - Sulfats (selenats, etc.) sense anions addicionals, sense H₂O, amb cations grans només» juntament amb els següents minerals: arcanita, mascagnita, mercal·lita, misenita, glauberita, anhidrita, anglesita, barita, celestina, olsacherita, kalistroncita i palmierita.

## Formació i jaciments
És un mineral secundari poc freqüent, format a partir de la crema del carbó o dipositat a partir de les aigües termals. Sol trobar-se associada a altres minerals com el sofre, la mascagnita o la boussingaultita. Va ser descoberta l'any 1932 a Vísky, a Letovice, Moràvia Meridional (Moràvia, República Txeca).